# Del primo fondamento della distinzione delle regioni dello spazio
Del primo fondamento della distinzione delle regioni dello spazio è un saggio scritto nel 1768 da Immanuel Kant. L'opera appartiene ai cosiddetti scritti pre-critici e si occupa di indagare sulla natura ontologica della spazio. Ai fini della filosofia kantiana è importante perché apre le vie alla riflessione sullo spazio che Kant porterà a termine nella Critica della ragion pura.

## Le origini: disputa sulla natura ontologica dello spazio
Al tempo in cui Kant era vivo andavano per la maggiore due contrapposte teorie riguardo alla natura dello spazio, l'una di Leibniz, l'altra di Newton (in realtà Newton non si espose mai in prima persona: nell'intensa disputa epistolare con Leibniz, Clarke si fece portavoce della visione newtoniana):
- Secondo Newton e Clarke lo spazio è da considerarsi un oggetto assoluto, irriducibile a relazioni fra sostanze; sarebbe, cioè, un contenitore in cui le cose trovano la loro collocazione.
- Leibniz, al contrario, sosteneva che lo spazio fosse dato dalla relazione tra le cose (per esempio può essere definito dal rapporto fra due luoghi geometrici); gli sarebbe dunque proprio un carattere relativo.

Kant eredita molti spiragli di riflessione da questa disputa.

## Kant adotta la posizione newtoniana
Nel saggio che qui si sta trattando Kant sosterrà la posizione newtoniana dichiarando di voler dimostrare che un oggetto spaziale non può essere determinato soltanto nel rapporto reciproco tra le sue parti ma anche in relazione con lo spazio assoluto universale. Più avanti, nel corso della sua vita, Kant modificherà il suo pensiero e sosterrà, in altri scritti, posizioni diverse da questa, senza mai adottare la posizione leibniziana.

## Definizione dei termini
Kant, per dimostrare quanto ha dichiarato, stabilisce in primo luogo, cosa che è sempre caratteristica del suo modo di filosofare, una chiarificazione dei termini che userà definendo gli elementi che occorrono per caratterizzare spazialmente delle entità fisiche. Definisce in questo modo: 
- posizione: relazione reciproca delle parti componenti un ente
- ordine: relazione tra diversi enti nello spazio
- regione: la disposizione di tali elementi.

Questa distinzione dei termini già mostra come non basti, al fine di determinare spazialmente una o più entità fisiche, prendere in considerazione esclusivamente la reciproca relazione delle parti, essendo queste riferite per necessità allo spazio esterno alla loro estensione, cioè quello spazio unico, continuo e infinito che comprende ogni estensione. Già qui Kant ci sta indicando lo spazio come non dipendente dalle cose.

## Opposti incongruenti
La prova di quanto ci sta dicendo, e quindi della validità della teoria newtoniana circa la natura dello spazio, Kant la trova portando come esempio una particolare classe di oggetti attraverso i quali dimostrerà la fallacia della teoria leibniziana. Tali oggetti sono gli opposti incongruenti; cioè oggetti tra loro identici quanto a dimensione, ordine e posizione delle parti ma che non possono essere messi l'uno al posto dell'altro. Come detto, lavorando su tali oggetti, smonterà il  ruolo (sostenuto da Leibniz) della posizione come unica fonte della spazialità. La particolarità degli opposti incongruenti è di poter essere costruiti geometricamente a partire dal loro speculare; di tali costruzioni Kant propone alcuni esempi, la più convincente delle quali è quella che lavora su un elemento assolutamente comune: una mano. Il procedimento di costruzione geometrica è piuttosto semplice; si può ottenere comunemente mettendo la mano sinistra di fronte ad uno specchio. In questo modo dalla mano sinistra si ottiene la destra e sulla differenza tra la due si basa la prova cercata da Kant. 

### La dimostrazione
1. le due mani siano identiche (una è la riproduzione speculare dell'altra) e i rapporti  delle loro parti sono identici. 
2. eppure non sono intercambiabili perché il loro orientamento nello spazio è diverso.
Da qui si evince che se lo spazio fosse conseguenza della posizione delle parti che compongono l'oggetto non si avrebbe ragione di chiamare una mano “sinistra” piuttosto che “destra”; infatti le due sarebbero identiche e quindi senz'altro intercambiabili e non si potrebbero avere opposti incongruenti. Così Kant dimostra quanto si era prefissato.

## Evoluzione verso la soggettività trascendentale
Tale dimostrazione porta a pensare lo spazio indipendente dalla materia. Pensare uno spazio non dipendente dalla materia è il primo passo del cammino che porta a pensare la sua  soggettività trascendentale; cammino compiuto da Kant attraverso altre due opere: 
- Dissertazione sulla forma e i princìpi del mondo sensibile e intelligibile (1770)
- Critica della ragion pura (1781, 2ª ed. 1787)

Si osservi però come anche gli strumenti impiegati in questa dimostrazione ricorrano ad una base prettamente soggettiva dell'esperienza: la costruzione della  prova, infatti, sottintende la nozione di verso, senza la quale non potremmo comprendere l'incongruenza di due enti identici (cioè non potremmo comprendere gli opposti incongruenti) poiché ciò che li diversifica è il loro essere orientati in direzioni differenti. Da dove traiamo la nozione di direzione? Ovviamente da noi stessi.
La natura, precisa ancora Kant, sembra evidenziare un'intrinseca differenza fra sinistra e destra, ma tale differenza può avere senso solo relativamente ad un osservatore che si trova nello spazio e spazializza gli enti a partire dal proprio corpo, facendo di sé una sorta di linea spartiacque tale da organizzare lo spazio in determinate regioni spaziali (alto/basso, ecc.).